# Ramsøy
Ramsøy este o localitate din comuna Askøy, provincia Hordaland, Norvegia.